# Justo Alfonso Aguilar
Justo Alfonso Aguilar Rueda OP (Jaén, 14 de diciembre de 1814-Ocaña, Toledo, 12 de diciembre de 1874) fue un religioso español, misionero dominico y obispo en China.

## Biografía

### Fraile dominico
El 10 de abril de 1831 profesó en el Convento de Santa Catalina Virgen y mártir de Jaén, hasta que fue exclaustrado en 1835 para militar en las filas de Carlos María Isidro de Borbón. Llegó a ser oficial, resultando herido y hecho prisionero en Ramales, agregándose a la provincia de Santander, desde donde viajó a Manila. Aquí terminó sus estudios de teología y fue ordenado sacerdote el 10 de julio de 1842. Un año más tarde fue aprobado como misionero en China. 

### Obispo en China y muerte

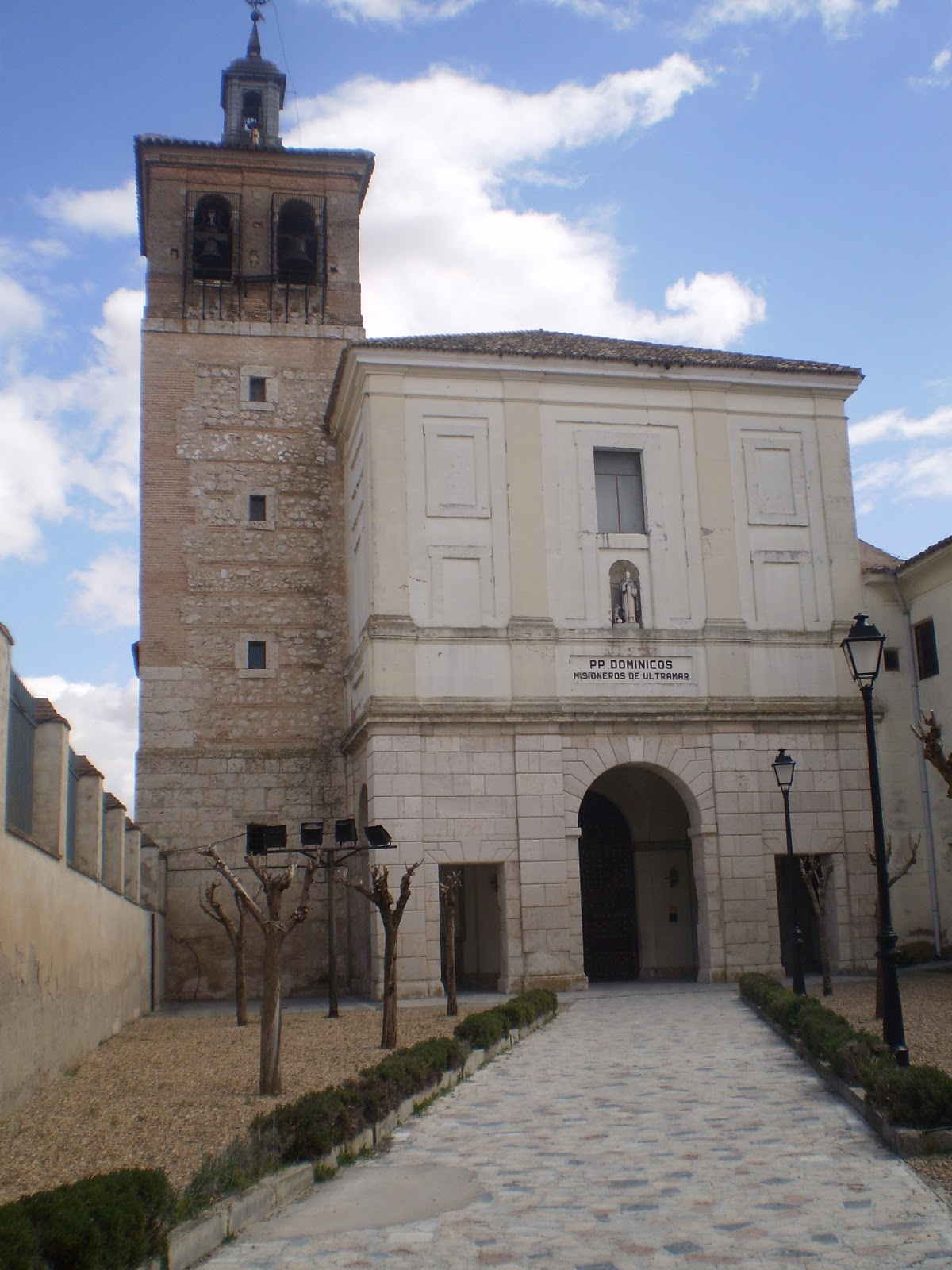
Fachada de la iglesia de Santo Domingo en Ocaña, donde está enterrado el obispo Aguilar.

En China fue nombrado obispo por Miguel Calderón, O.P.. Construyó iglesias y el seminario de Fuzhou, donde residía, en 1853. En 1865 regresó a España por su mala salud, estableciendo su residencia en el colegio de Ocaña donde falleció en 1874. Fue enterrado en la capilla del Santo Niño de la iglesia del colegio.

## Obras
- Gramática y diccionario chino-español.
- Relación de la persecución en China de 1854.
- Compendio histórico de la misión del Fujian por el Ilmo. Sr. Fr. Justo Aguilar[1]

Carta
- En correo Sinno-Annamita.

Manuscritos
- Trabajos de la misión Fo-Cheu, 1854.
- Una historia de China.